# フェイキン・イット
「フェイキン・イット」（Fakin' It）は、サイモン&ガーファンクルが1967年に発表した楽曲。

## 概要
1967年のある時期、ポール・サイモンはスランプに陥っていた。サイモンの不調を懸念したコロムビア・レコード社長のクライヴ・デイヴィスは、サークルの「レッド・ラバー・ボール」（1966年、全米2位、作詞作曲はポール・サイモン）をプロデュースしたジョン・サイモンを呼び、彼にグループの新曲のプロデューサーを務めさせた。同年6月にレコーディングは行われ、7月7日にシングル曲として発表された。B面は「君の可愛い嘘（You Don't Know Where Your Interest Lies）」。
同年8月26日から9月2日にかけて2週連続でビルボード・Hot 100の23位を記録し、翌1968年4月3日発売のアルバム『ブックエンド』に収録された。
冒頭と終盤の演奏のアレンジは、サイケデリック・ロックの急先鋒として現れたビートルズの「ストロベリー・フィールズ・フォーエバー」の影響が色濃い。
B面の「君の可愛い嘘」はオリジナル・アルバムには収録されていない。1997年発売のボックスセット『Old Friends』に収録された。また、2002年発売の『ライヴ・フロム・ニューヨーク・シティ 1967』にライブ・バージョンが収録されている。

## 備考
- B面「君の可愛い嘘」の原題の "You Don't Know Where Your Interest Lies" は「君は自分の興味がどこにあるのか分かっていない」という意味である。歌詞に「What you think isn't always true」（君の考えていることが常に真実とは限らない）という部分があることにはあるが、同曲のCBS・ソニー移行後の邦題は日本のレコード会社による誤訳と考えられる。日本コロムビアで発売された初出時の邦題は「涙の瞳」だった。

- 曲の途中に挿入される女性の台詞（Good morning, Mr. Leitch. Have you had a busy day?）は、イギリスの歌手のビバリー・マーティン（Beverley Martyn）によるもの[9]。マーティンはドノヴァンの友人であり、そのためドノヴァンの名字の「Leitch」が洒落で使われた。

- 「fakin' it」という言葉が繰り返されるが、ポール・サイモンの「僕とフリオと校庭で」において「It's against the law」の「it」が何か明かされないのと同じように、「それ」が何を指すか具体的には示されていない。